# Villa Saint Basil's
La Villa Saint Basil's, est un édifice bâti vers 1889, par un rentier parisien, Charles Auguste Sébastien Gerbod qui la cède en 1897 au notaire palois Henri Maisonnier. La villa est grandement transformée dans les années 1920.
Propriété de la ville de Pau depuis 1982 et située dans le quartier Trespoey, l'édifice est un des ultimes reflets de la station de villégiature du XIXème siècle et l'emblématique témoin de la modernité Art déco dans les années 1920.
Relativement méconnue, la Villa Saint Basil's est un des éléments les plus précieux et incontournables du patrimoine de la ville, avec les peintures du salon signées René-Marie Castaing qui évoquent magnifiquement le conte de Cendrillon.
Le rez-de-chaussée est ouvert au public lors des journées européennes du patrimoine.

## Histoire
Construite en 1888, la villa originelle était accompagnée d'écuries et remise à voitures hippomobiles, ainsi que d'une conciergerie qui en marque encore de nos jours l'entrée. 
La villa s'appelait initialement Villa Sébastien Henriette, était louée à des résidents étrangers durant des années. En 1927, Francis William Tooley, époux d’une riche actrice argentine Ana María Lynch (es) acquiert le domaine.  Les époux Lynch-Tooley la remodèlent entièrement à leur initiative et à leurs goûts.
Le domaine est agrandi, le parc est réaménagé par le paysagiste Louis Decorges, la villa également agrandie, fut décorée avec raffinement.
Après la mort de son époux, la riche veuve Ana María Lynch (es) légua la villa aux sœurs missionnaires de la Motte.
Celles-ci transforment le bâtiment en centre de repos, et occupent le domaine de 1948 à 1982, jusqu'à son rachat en 1980 par la mairie de Pau.
La villa est ensuite transformée en lieu de réceptions mondaines et officielles sous le mandat d'André Labarrère.